# Uncinateridae
Uncinateridae é uma família de esponjas marinhas da ordem Fieldingida.

## Gêneros
- Tretopleura Ijima, 1927
- Uncinatera Topsent, 1901